# Huybrecht Beuckeleer

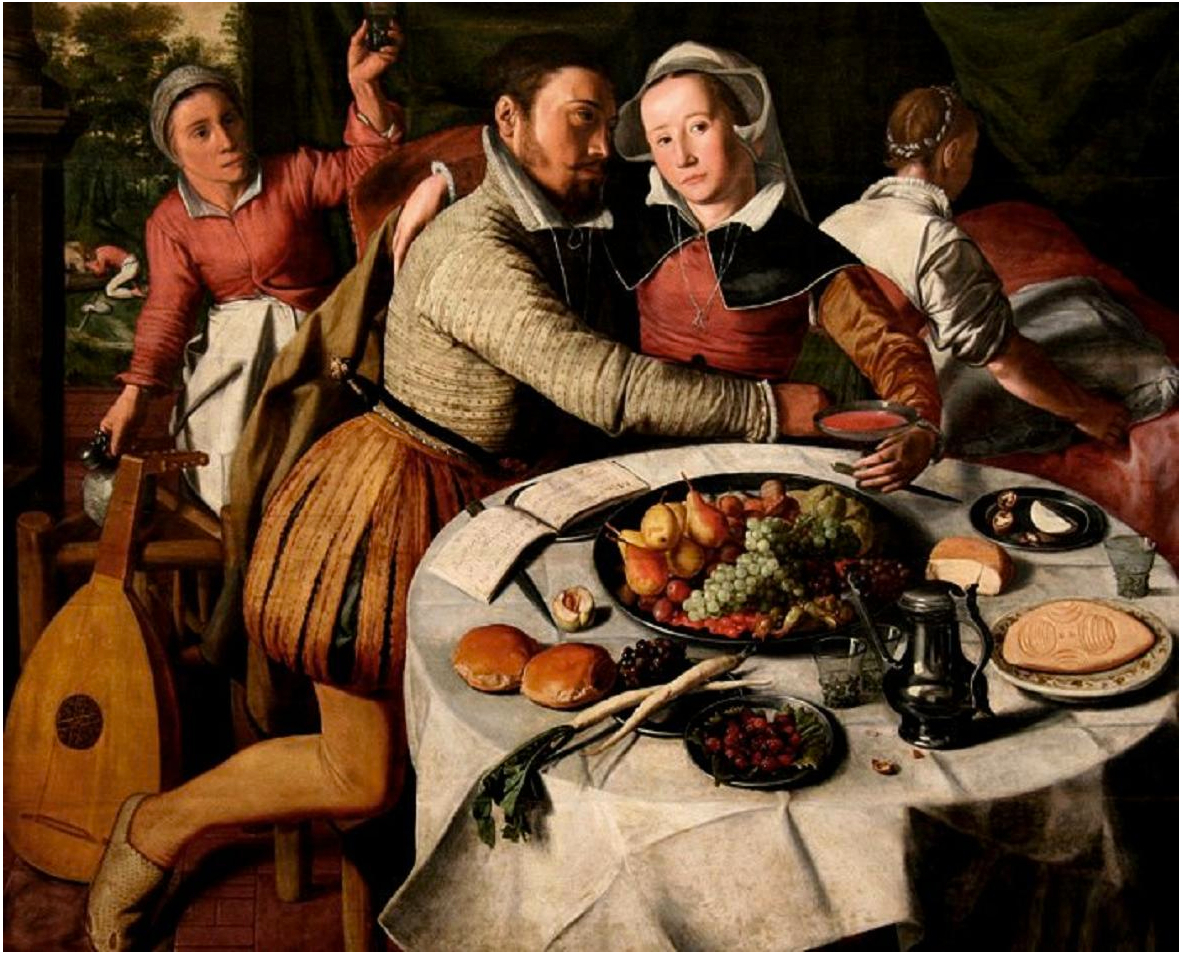
El hijo pródigo

Huybrecht Beuckeleer, Huybrecht Beuckelaer o el Monogramista HB  ( Amberes, 1535/40 - posiblemente en Inglaterra, después de 1605 y antes de 1625) fue un pintor flamenco conocido principalmente por sus pinturas de género, bodegones y retratos. Se formó en Amberes y también trabajó en Italia, Francia e Inglaterra. En Inglaterra fue pintor de la corte de Robert Dudley, primer conde de Leicester.
En 1997 el artista fue identificado con el artista conocido por el sobrenombre 'Monogrammist HB' y como resultado se le han atribuido más obras. Aunque el artista solo dejó una pequeña obra, desempeñó un papel en el desarrollo de la pintura de género y de bodegones en el norte de Europa. 

## Vida
Los detalles sobre la vida del artista son escasos. Huybrecht Beuckeleer nació en Amberes en una familia de pintores. Su padre Mattheus Beuckelaer fue registrado como maestro en el Gremio de San Lucas de Amberes en 1535.  Se cree que Huybrecht fue hermano de Joachim Beuckelaer, un destacado pintor de escenas de cocina y mercado. La hermana de su padre, Kathelijne, estaba casada con Pieter Aertsen, un pintor holandés activo en Amberes, conocido sobre todo por sus escenas de mercado y cocina.

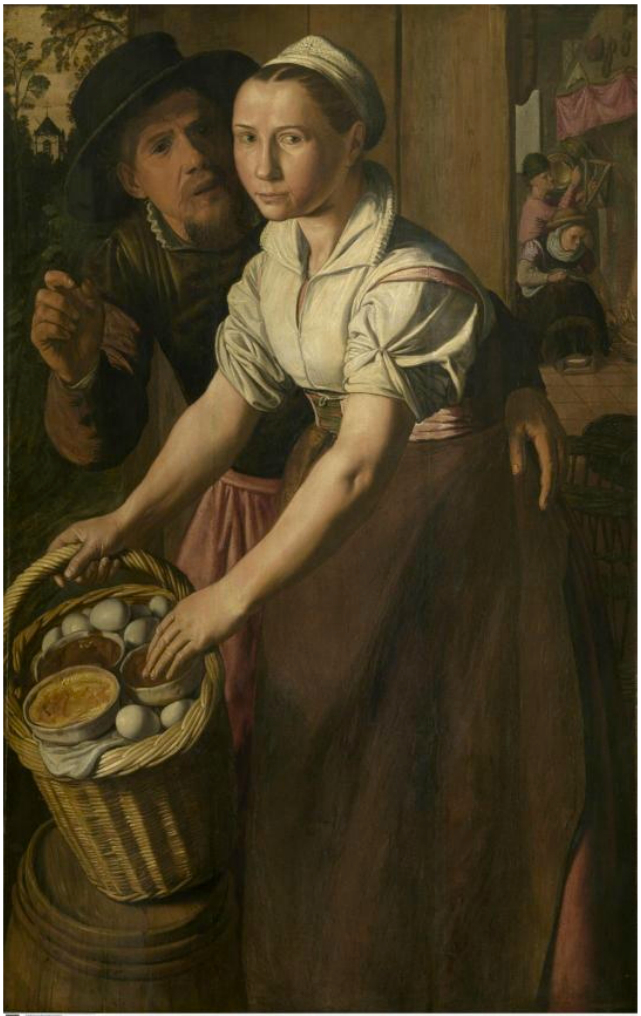
el vendedor de huevos

Es probable que Huybrecht Beuckeleer estudiara inicialmente con su padre. Se supone que también se formó en el taller de su tío Pieter Aertsen. A principios de la década de 1560, Aertsen se marchó a Ámsterdam. El hermano de Huybrecht, Joachim, dirigía entonces un exitoso taller en el que producía escenas de cocina y de mercado. No hay certeza sobre el papel de Huybrecht en el taller de su hermano. Sin embargo, está claro que las primeras obras de los hermanos estaban muy influenciadas por Aertsen, tanto en estilo como en temática. Se sabe que el artista colaboró con Antonio Moro a cambio de un jornal, al igual que su hermano.
Hay pruebas de que se produjeron muchos viajes en el periodo 1567-68. Huybrecht fue mencionado en Amberes en enero de 1567. Poco después se dice que "viaja por varios países extranjeros para conocer el país y aprender el idioma, y para practicar su oficio de pintor y ganarse la vida". Se ha sugerido, por motivos estilísticos, que podría haberse formado en el taller de Bronzino en Florencia ya a mediados de la década de 1550. No hay pruebas documentales que apoyen esta hipótesis. En septiembre de 1568, Huybrecht Beuckeleer regresó a Amberes, donde se casó con Anna Lambrechts. Tuvo un hijo de ella, Daniel Beuckeleer. Su esposa fue registrada como fallecida en abril de 1569. Heredó de ella una renta sobre una casa. Tuvo que comprar la herencia de su hijo Daniel el 14 de abril de 1569. En 1574 consta que envió desde Burdeos una carta a la madre de su primera esposa diciéndole que le iba mejor allí que en Amberes.
En octubre de 1577 regresó a Amberes y vendió la renta que había heredado de su primera esposa. Se casó por segunda vez en 1577. Su segunda esposa fue Susanna Key, hija del pintor Willem Key, que ya había fallecido en esa época. Hasta 1579 no se convirtió en maestro independiente del Gremio de San Lucas de Amberes. El artista fue citado por última vez en Amberes en 1585. Se cree que por esta época, que coincide con la caída de Amberes, se trasladó a Inglaterra. Aquí es probable que trabajase como retratista. Probablemente trabajó para el conde de Leicester. Se le menciona en una lista de nombres de personas de los Países Bajos, probablemente de 1586. En la lista se le menciona como "Hubert Bücheler (o Hubert Bucheler) en Greenwich". El conde de Leicester, que posiblemente fue su último mecenas, murió en 1605. Se cree que un pintor llamado Daniel Buckler, mencionado en una lista de artistas extranjeros que murió en Londres en 1625, era su hijo.

## Obra

### Redescubrimiento

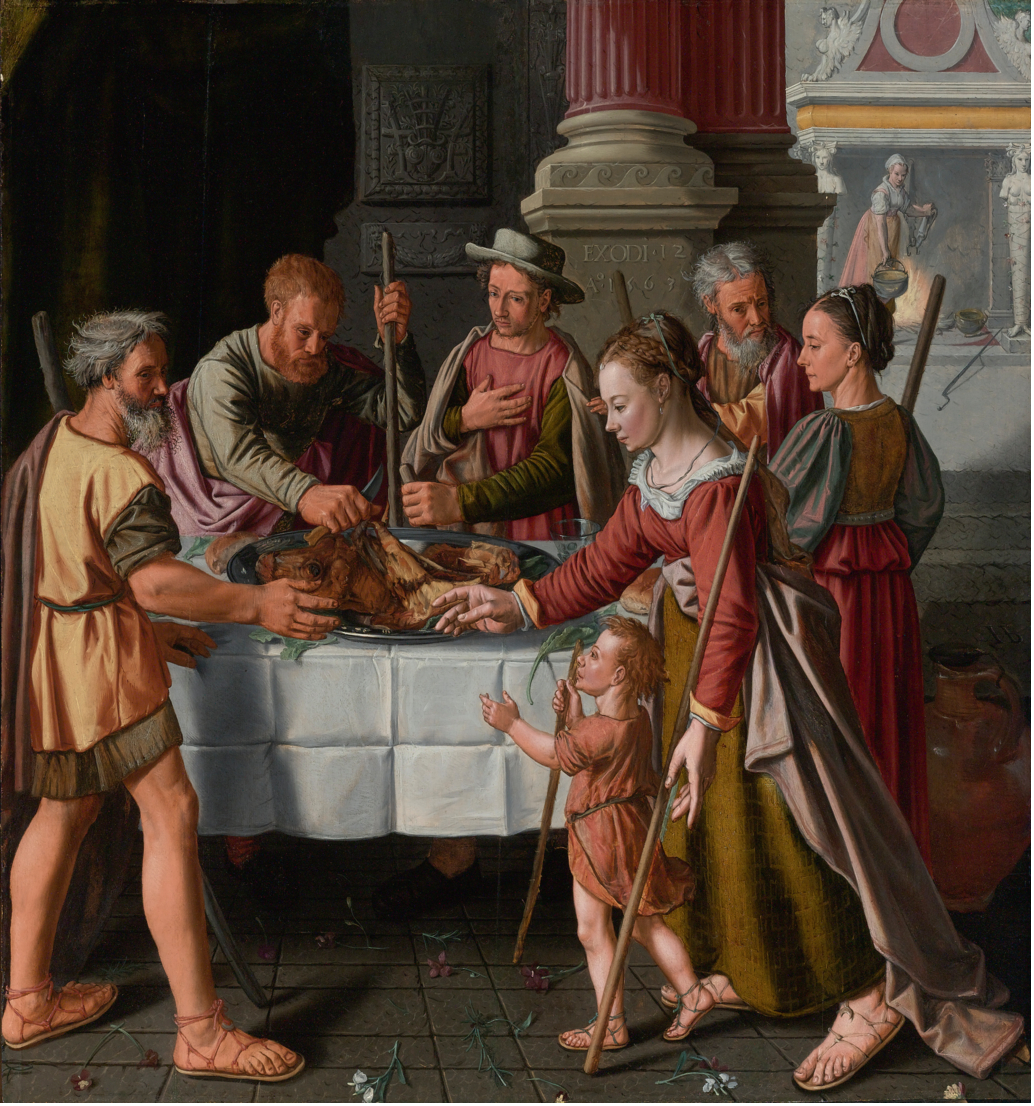
La primera fiesta de la Pascua

El historiador del arte Johannes Sievers había identificado un pequeño grupo de obras con cierta idiosincrasia estilística y las clasificó bajo el nombre de Monogrammista HB en 1911 (J. Sievers, Joachim Bueckeleer, en Jahrbuch der preußischen Kunstsammlungen, 32, 1911, pp. 210-212). La obra y la personalidad artística del artista que recibe este apelativo fueron definidas por primera vez en 1976 por el historiador del arte Detlev Kreidl en su análisis del Hijo pródigo festejando con rameras (Museos Reales de Bellas Artes de Bélgica, Bruselas) y La cocinera y sus ayudantes (en el mismo museo). Las dos obras se habían atribuido a lo largo de los años tanto a Joachim Beuckelaer como a Aertsen. En 1997, la reflectografía infrarroja realizada sobre La cocinera y sus ayudantes reveló la firma "Beuckler" y una fecha de 1570 o 1676 junto al ya conocido Monogramista HB. Basándose en este descubrimiento, Kreidl pudo identificar al "Monogramista HB" como Huybrecht Beuckeleer. La primera fiesta de Pascua (venta de Sotheby's en Nueva York, 26 de enero de 2012, lote 105) es otro cuadro atribuido anteriormente a Joachim que fue reatribuido a Huybrecht.
Sólo se han atribuido a Huybrecht Beuckeleer una media docena de cuadros. Su escasa producción se debe probablemente a que trabajó para otros o en el taller de otros artistas. Solo algunas de sus obras están claramente fechadas: La primera fiesta de Pascua (venta de Sotheby's en Nueva York, 26 de enero de 2012, lote 105) y La Sagrada Familia con Santa Ana (venta Dorotheum, Viena, 19 de abril de 2016, lote 34) están fechadas ambas en 1563. La cocinera y sus ayudantes está fechada en 1570 o 1576.
La temática de Huybrecht es similar a la de su hermano Joachim y Aertsen e incluye escenas de cocina y de mercado, así como algunas composiciones religiosas y retratos. También se le ha atribuido un bodegón.

### Características del estilo
Sievers ya había identificado en 1911 las principales diferencias entre las obras de Huybrecht (al que conocía como el Monogramista HB) y su hermano Joachim. Los rasgos distintivos identificados por Sievers apuntan a un mayor realismo y naturalidad en la obra de Huybrecht en comparación con la de su hermano. Sievers consideró que el tratamiento del cuerpo humano de Huybrecht presentaba un mayor grado de tridimensionalidad y detalle y que sus figuras estaban más individualizadas en el tratamiento de la cabeza. Huybrecht adoptó además un tratamiento más libre de ciertos detalles, como el pelo y la barba. Sus figuras se colocan en una disposición más relajada y sus gestos y movimientos parecen más fluidos y naturalistas. Detlev Kreindl amplió las conclusiones anteriores de Sievers en 1976. Kreidl destacó que las figuras de Huybrecht son más esculturales en su manejo. Kreidl también planteó una similitud entre las obras de Huybrecht y los retratos del círculo del pintor florentino Bronzino. Precisamente el tratamiento escultórico de sus figuras y el nítido modelado de los rostros se consideran pruebas de la influencia del maestro florentino. Kreidl sugiere que posiblemente se formó en el taller de Bronzino ya a mediados de la década de 1550. Basándose en estas características, Kreidl reatribuye a Huybrecht dos retratos (mercado del arte) que anteriormente se atribuían a Santi di Tito.

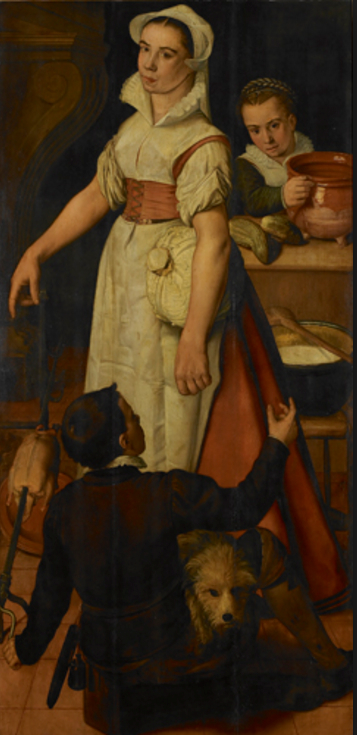
La criada de la cocina y sus ayudantes.

En el dibujo enérgico y audaz de los contornos principales de sus composiciones, los hermanos muestran también su formación artística común. El manejo que hace Huybrecht de las distintas texturas y patrones sugiere también la influencia de Anthonis Mor, con quien se cree que colaboró a principios de la década de 1560 en Amberes. El Retrato de un hombre de la Mauritshuis de La Haya está firmado y fechado "Mor 1561". En general, se cree que sólo la cabeza fue pintada por Mor, mientras que el resto fue terminado por un ayudante en su taller. Se ha sugerido que ese ayudante podría ser Huybrecht Beuckelaer debido a su particular habilidad para representar telas.
La primera fiesta de Pascua (venta de Sotheby's en Nueva York, 26 de enero de 2012, lote 105) ilustra la técnica de Huybrecht. En esta obra empleó una fórmula ya utilizada por Aertsen a principios de la década de 1550. Se caracteriza por el punto de vista elevado, que permite explicar con detalle todos los aspectos de la escena, en este caso, la fiesta de la Pascua. La escala de la composición es relativamente grande y las figuras están colocadas en un primer plano casi realista. Estos rasgos muestran claramente su deuda con el naturalismo colorista de las obras posteriores de Aertsen de este tipo. La escena está dominada por las grandes figuras que se distribuyen en todos los niveles del espacio pictórico y están conectadas por el contacto visual y los gestos individuales. Huybrechts demuestra en este cuadro que podía dar un tratamiento de las figuras más elegante e idealizado que el de Aertsen o su hermano Joachim.

### Escenas de mercado y cocina.
Las escenas de mercado y de cocina que muestran los abundantes productos disponibles en Amberes en aquella época se han interpretado a menudo como una muestra de la prosperidad de Amberes, el puerto comercial más importante de los Países Bajos en aquella época. Otros consideran que las composiciones son satíricas y tienen una intención moralizante. Algunos comentaristas han señalado la tensión erótica entre los distintos actores de las escenas. Por ejemplo, la composición La cocinera y sus ayudantes muestra a una cocinera de pie frente a una chimenea, mientras sostiene una gran col bajo su brazo izquierdo y su mano derecha señala un pollo en un asador. Un pinche de cocina sentado a sus pies en un banco con un perro en su regazo está girando el asador. Con la mano derecha señala a una joven ayudante de cocina que está detrás de la cocinera. Esta joven ayudante está colocando una olla en la encimera de la cocina y devuelve la mirada al muchacho. El interior de la cocina está inequívocamente dominado por la tensión erótica entre el chico de la cocina y la ayudante de cocina mayor. El gran perro en el regazo del chico de la cocina hace referencia a su deseo sexual, mientras que diversos alimentos cómicos y farsantes, como el pollo asado, el caldero de gachas, los pepinos y el gran repollo bajo el brazo de la criada de la cocina indican que está disponible. En La vendedora de huevos se representa otro tema popular del arte de género flamenco: el del amor desigual entre un hombre mayor y una mujer más joven.
Su Hijo pródigo festejando con rameras no sólo es una escena de estilo culinario, sino que también entra en la categoría del género pictórico "compañía suelta" o "compañía alegre", desarrollado a principios de siglo por Jan Sanders van Hemessen. Beuckeleer representa el tema en forma de una cita entre una pareja joven elegantemente vestida y sentada a la mesa. Sobre la mesa se despliega un fastuoso bodegón que contribuye a la impresión de un gusto de alto nivel. Es evidente que el hombre elegante ha iniciado su cortejo antes tocando el laúd a su lado. Sin embargo, las acciones de los criados dejan claro que la verdadera naturaleza del escenario es la de un burdel y no la de una vivienda de lujo. Al igual que Jan Sanders van Hemessen en su anterior tratamiento de este tema, Beuckeleer incluyó en su cuadro otra escena de la historia bíblica del hijo pródigo: en el fondo, a la izquierda, se ve al hijo pródigo comiendo desperdicios de cerdo después de haber dilapidado su herencia y haber caído en desgracia.

### Naturaleza muerta

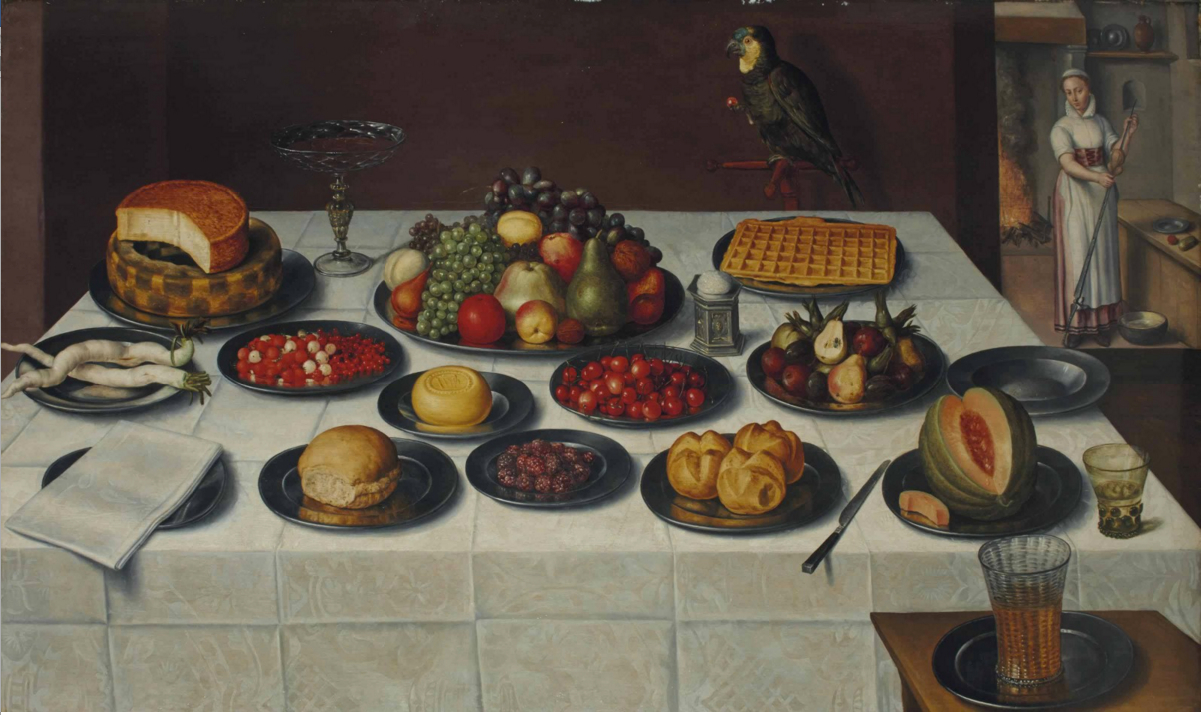
Naturaleza muerta

Un bodegón denominado Moras, cerezas, peras, melones y otras frutas, chirivías, pan, queso y un barquillo, tazza y salero sobre una mesa cubierta (en Christie's el 16 de octubre de 2013 en el lote 69 de París) ha sido atribuido a Huybrecht Beuckeleer sobre la base de las similitudes con el bodegón incluido en el Hijo pródigo festejando con rameras de los Museos Reales de Bellas Artes de Bruselas.
Este bodegón deja claro que Huybrecht Beuckeleer desempeñó un papel en el desarrollo del género de la pintura de bodegones en el siglo XVI. Por su composición hábilmente organizada y equilibrada, este bodegón demuestra que es independiente de los modelos de Aertsen. Este bodegón prefigura las obras posteriores de Floris van Dyck (hacia 1575-1651) y Nicolaes Gillis (1595-hacia 1632).